# La Première Pierre (roman)
La Première Pierre est un roman de Pierre Jourde paru le 5 septembre 2013 aux éditions Gallimard et ayant reçu le Grand prix Jean-Giono la même année.

## Éditions
- Pierre Jourde, La Première Pierre, Paris, France, Éditions Gallimard, 2013, 208 p. (ISBN 978-2-07-014215-6)
- Pierre Jourde, La Première Pierre, Paris, Éditions Gallimard, coll. « Folio » (no 5927), 17 avril 2015, 230 p. (ISBN 978-2-07-046306-0 et 2-07-046306-0)